# Rosa dos Ventos

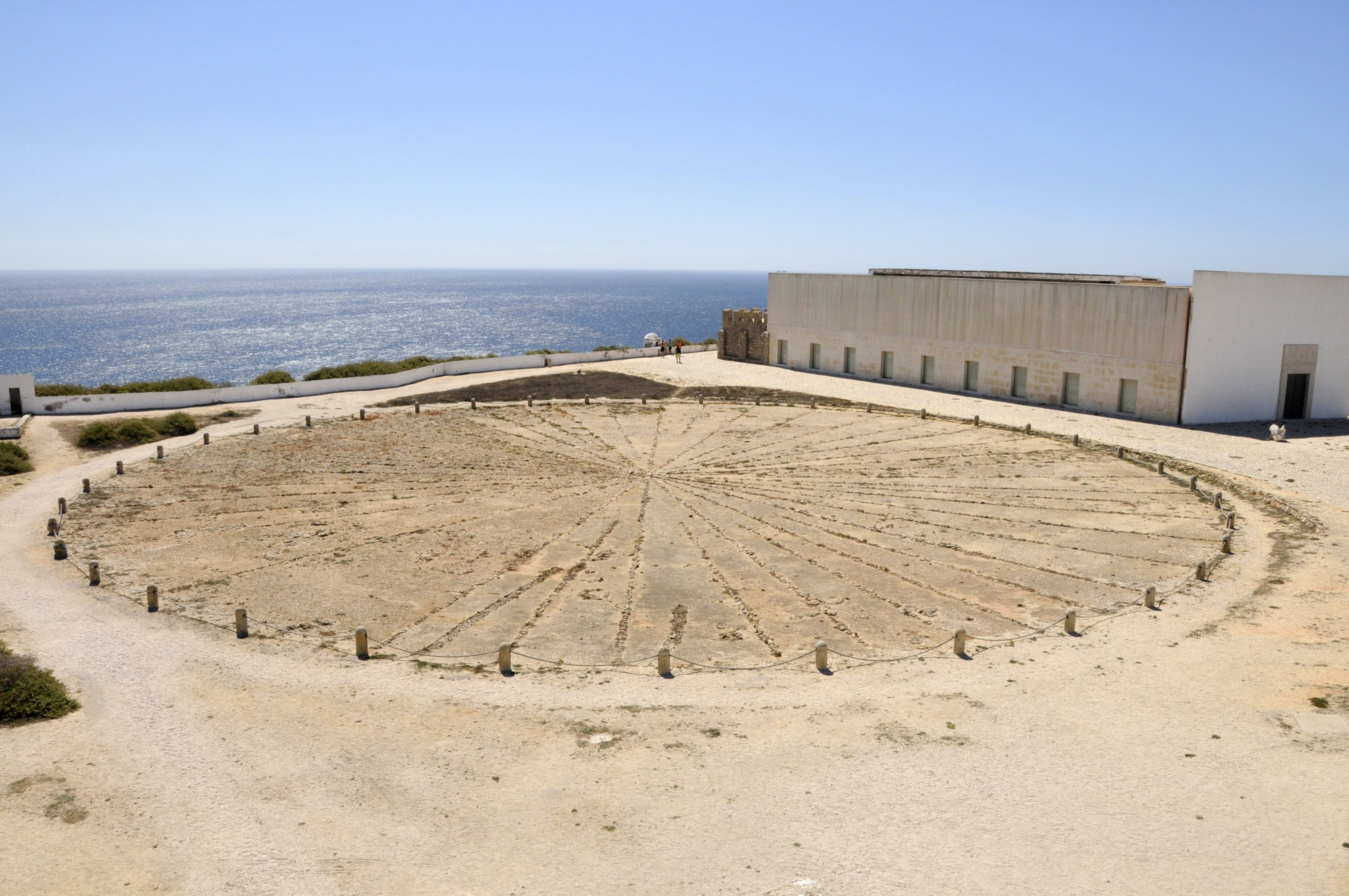
Die Windrose im Kastell von Sagres

Die Rosa dos Ventos (dt. Windrose) in der Fortaleza de Sagres in Portugal ist ein Steinkreis mit 43 Metern Durchmesser. Der gepflasterte Kreis ist sternförmig in 32 unterschiedlich breite Sektoren unterteilt. In einigen der Sektoren verläuft zusätzlich ein Strahl, der nicht von Mitte des Sterns ausgeht. Nahe beim Umfang sind es deshalb mehr Strahlen als in der Mitte des Sterns.
Ungeklärt ist, wozu die Windrose ursprünglich diente. Sie könnte eine Navigationshilfe gewesen sein, eine andere Theorie geht von einer Funktion als Sonnenuhr aus. Sie entstand möglicherweise in der Zeit Heinrichs des Seefahrers (15. Jahrhundert), wahrscheinlich stammt sie jedoch aus dem 16. Jahrhundert.